# Diamond Games
Diamond Games — женский профессиональный международный теннисный турнир, проходящий в феврале в Антверпене (Бельгия) на хардовых кортах арены Antwerps Sportpaleis. С 2015 года относится к премьер-серии WTA с призовым фондом 731 тысяча долларов и турнирной сеткой, рассчитанной на 28 участницы в одиночном разряде и 16 пар.

## Общая информация
Лицензия второго турнира второй категории во время февральской зальной серии женского тура длительное время принадлежала турниру в Ганновере. В 2000 году он прошёл в последний раз и ассоциация начала искать нового постоянного обладателя этого места в календаре: первый вариант оказался временным — в 2001 году турнир приняла Ницца, но уже в 2002 году ассоциация договорилась с бельгийцами, которые при поддержке Belgacom Mobile организовали домашний турнир для двух своих прим — Жюстин Энен-Арденн и Ким Клейстерс. Местом проведения соревнования стал Антверпен.
Турнир продержался в календаре семь лет, после чего, на волне завершения профессиональной карьеры сначала Клейстерс, а затем Энен, был переформатирован в показательный приз. После нескольких лет в этом формате чемпионат вернулся в календарь WTA в 2015 году, когда организаторы соседнего турнира в Париже не смогли найти альтернативу ушедшему от них титульному спонсору и отказались от проведения своего соревнования.
Победительницы и финалистки
Единственной теннисисткой, которой удавалось трижды выигрывать местный приз в одиночном разряде, является француженка Амели Моресмо. первенствовавшая на турнире три года подряд с 2005 по 2007 год. Четырежды играла в титульном матче Ким Клейстерс, но победить ей удалось лишь в раз. Три финала и два титула на счету Винус Уильямс. Парный турнир покорялсяя одной теннисистке четыре раза. Именно столько побед на счету зимбабвийки Кары Блэк. По два титула она завоевала в партнёрстве с Элс Калленс и Лизель Хубер. Единственной теннисисткой, побеждавшей в Антверпене и в одиночном и в парном разряде является Ким Клейстерс. Помимо Клейстерс и Калленс организаторы турнира вручали приз победительницы домашнего турнира ещё и Жюстин Энен.

## Финалы прошлых лет
| Год  | Чемпионка         | Финалистка           | Счёт        |
| ---- | ----------------- | -------------------- | ----------- |
| 2015 | Андреа Петкович   | Карла Суарес Наварро | Без игры    |
| 2008 | Жюстин Энен       | Карин Кнапп          | 6-3 6-3     |
| 2007 | Амели Моресмо (3) | Ким Клейстерс        | 6-4 7-6(4)  |
| 2006 | Амели Моресмо (2) | Ким Клейстерс        | 3-6 6-3 6-3 |
| 2005 | Амели Моресмо     | Винус Уильямс        | 4-6 7-5 6-4 |
| 2004 | Ким Клейстерс     | Сильвия Фарина-Элия  | 6-3 6-0     |
| 2003 | Винус Уильямс (2) | Ким Клейстерс        | 6-2 6-4     |
| 2002 | Винус Уильямс     | Жюстин Энен          | 6-3 5-7 6-3 |

| Год  | Чемпионки                                     | Финалистки                            | Счёт           |
| ---- | --------------------------------------------- | ------------------------------------- | -------------- |
| 2015 | Анабель Медина Гарригес Аранча Парра Сантонха | Ан-Софи Местах Алисон ван Эйтванк     | 6-4 3-6 [10-5] |
| 2008 | Кара Блэк (4) Лизель Хубер (2)                | Квета Пешке Ай Сугияма                | 6-1 6-3        |
| 2007 | Кара Блэк (3) Лизель Хубер                    | Елена Лиховцева Елена Веснина         | 7-5 4-6 6-1    |
| 2006 | Динара Сафина Катарина Среботник              | Стефани Форетц Михаэлла Крайчек       | 6-1 6-1        |
| 2005 | Кара Блэк (2) Элс Калленс (2)                 | Анабель Медина Гарригес Динара Сафина | 3-6 6-4 6-4    |
| 2004 | Кара Блэк Элс Калленс                         | Мириам Казанова Элени Данилиду        | 6-2 6-1        |
| 2003 | Ким Клейстерс Ай Сугияма                      | Натали Деши Эмили Луа                 | 6-2 6-0        |
| 2002 | Магдалена Малеева Патти Шнидер                | Натали Деши Мейлен Ту                 | 6-3 6-7(3) 6-3 |